# Obsahový marketing

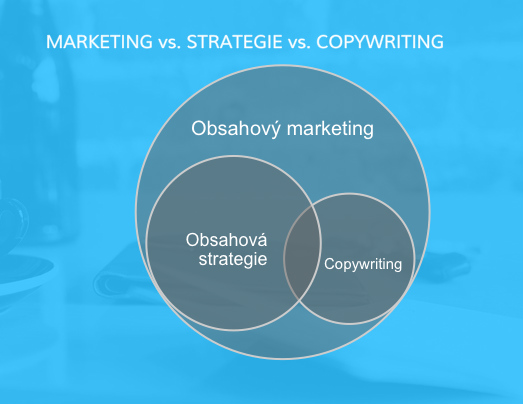
Diagram vztahu obsahového marketingu, obsahové strategie a copywritingu ze školení vceliste.cz.

Obsahový marketing (anglicky content marketing) je forma marketingu, zaměřená na tvorbu, publikování a distribuci takového obsahu, který je pro vybrané cílové publikum relevantní a hodnotný. Cílem obsahového marketingu je zpravidla:
- přilákat pozornost a generovat potenciální zákazníky
- rozšířit svou zákaznickou základnu
- zvýšit objem prodeje
- zvýšit povědomí o značce a získat důvěryhodnost
- zapojit online komunitu uživatelů

Obsahový marketing jako proces vytváří a sdílí vysoce kvalitní a cenný obsah. Takový obsah je natolik atraktivní, že dokáže přilákat, poskytovat cenné informace a zapojit své cílové publikum. Současně dochází k propagaci samotné značky s účelem vytvořit potenciální zákazníky, kteří budou ochotní v budoucnu koupit produkty společnosti. Tato relativně nová forma marketingu obvykle nezahrnuje přímý prodej. Místo toho buduje důvěru a vztah se svým publikem.
Je součástí inbound marketingu a svým charakterem ho můžeme zařadit mezi metody pull marketingu, protože zákazník při něm sám aktivně vyhledává informace a odpovědi, současně na obsah může obvykle reagovat (skrze komentáře, sdílením apod.).
Mezi výhody užívání obsahového marketingu patří:
- růst povědomí o značce – potenciální zákazníci a kupující vyhledávají prostřednictvím internetu odpovědi na své otázky, snaží se najít řešení pro své problémy. Pokud daná značka dokáže na tyto otázky odpovědět a poskytne relevantní informace, bude se její jméno šířit dále. Sdílení různých tipů, užitečných rad, návodů a dalších informací s přidanou hodnotou umožňuje přeměnit náhodného spotřebitele na zákazníka, a zákazníka dále přeměnit na věrného kupujícího, který bude u dané značky opakovaně nakupovat a současně bude ke značce loajální po celý svůj život. [1]
- zvýšení preference dané značky – obsahový marketing pomáhá upevnit postavení značky jako vedoucího představitele v daném oboru, což zároveň posiluje vztahy se zákazníky.
- zajišťuje lepší dosah s nižšími náklady – v případě vytváření kvalitního obsahu se nejedná o krátkodobou strategii. V průběhu času bude prezentovaný obsah, který má vysokou hodnotu nadále oslovovat další kvalifikované potenciální zákazníky a nové kupující.

Obsah při obsahovém marketingu vzniká často na základě obsahové strategie. Ta má za cíl vymyslet takový obsah, který cílové publikum (které se někdy odvozuje od person) vzdělá, informuje, nebo pobaví. Obsahový marketing není synonymem pro copywriting. Ten se zabývá pouze psaním textů, nikoliv dalšími formami obsahu.
Na internetu se obsahový marketing často vyskytuje v podobě blogů a článků, videí, e-mailů, elektronických publikací a případových studií ke stažení, obsahu na sociálních sítích, podcastů a dalších forem obsahu. Všechny tyto formáty patří do online marketingu.

## Definice

#### Content Marketing Institute
Obsahový marketing je strategický marketingový přístup zaměřený na tvorbu a distribuci hodnotného, relevantního a konzistentního obsahu s cílem přilákat a udržet jasně definované publikum - a v konečném důsledku podporovat výnosnou aktivitu zákazníka.

#### Sam Decker, Mass Relevance
Obsahový marketing je tvorba neproduktově zaměřeného obsahu. Obsah musí být informativní, poučný, zábavný atd. Publikováním takovéhoto typu obsahu získáte pozornost svých potencionálních zákazníků. Je třeba se zaměřit na témata kognitivně spojená s vaším podnikáním a prokázat publiku svou odbornost.

## Historie obsahového marketingu

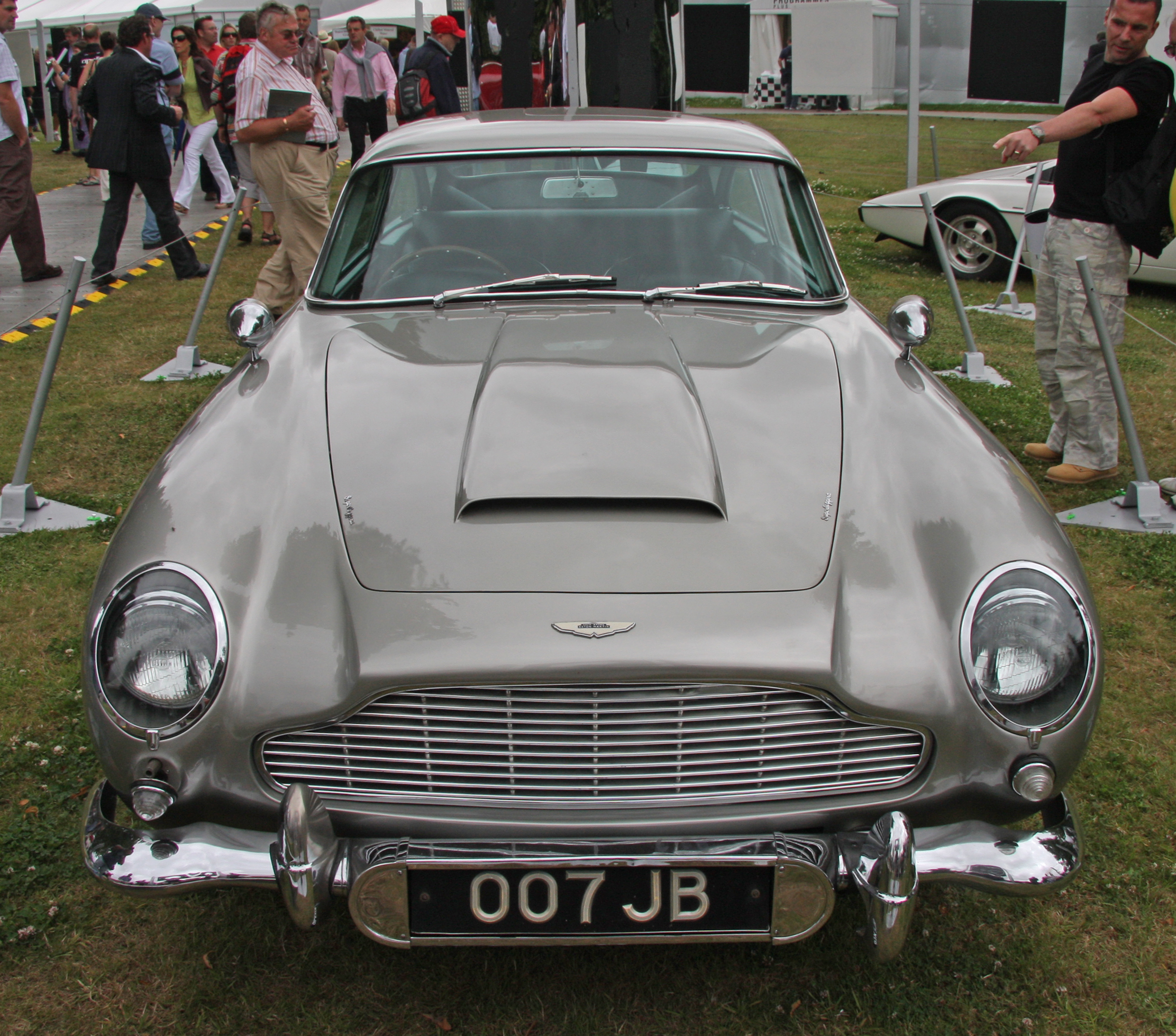
Content marketing a nativní reklama se využívaly v Jamesi Bondovi od prvního dílu, Dr. No, vydaného v 1962. Zatímco v prvních bondovkách inzerovalo pár značek, v pokračování s názvem "Spectre" v 2015 to bylo už téměř 30.

Za otce obsahového marketingu je považován Joe Pulizzi, který v roce 2001 začal otevřeně o konceptu obsahového marketingu, jak ho známe dnes, hovořit. Ale principy obsahového marketingu byly použity mnohem dříve. Moderní historie se začala psát v roce 1895, kdy společnost John Deere začala vydávat tištěný magazín The Furrow pro své zákazníky. Magazín měl velký úspěch a proto na něj brzy začaly navazovat i další společnosti. Jednou z prvních byla i společnost Michelin, jež v roce 1900 poprvé vydala Michelinův průvodce, který radil motoristům na cestách pomocí map, seznamů servisů, hotelů a restaurací.
Spolu s rozmachem internetu se obsahový marketing rozšířil do online světa na internet. Díky němu se stal obsah interaktivní a stále populárnější formou marketingu na internetu. Významně v tomto směru působí například světový výrobce energetických nápojů Red Bull, který vedle online aktivit také vydává magazín The Red Bull Bulletin a pořádá sportovní a kulturní akce.

## Cíle obsahového marketingu
Obsahem lze při správné obsahové strategii dosahovat různých cílů. Na cíle lze pohlížet ze 2 různých pohledů, a to z pohledu uživatele a z pohledu byznysu.
Cíle z pohledu uživatele
- Zábava
- Vzdělání
- Pomoc
- Informace
- Nákup

Cíle z pohledu byznysu
- Návštěvnost
- Lead generation
- Prodej
- Zvyšování reputace
- Budování důvěry
- Brand awareness

## Obsahová strategie
Obsahová strategie (anglicky content strategy) je plánování tvorby, publikování a dalšího spravování užitečného psaného a jiného obsahu.  Mnoho organizací a jednotlivců má tendenci zaměňovat obsahové stratégy s editory. Obsahová strategie je však "více než jen psané slovo", říká profesor Brett Atwood z Washingtonu. Například Atwood naznačuje, že odborník musí také "zvážit, jak může být obsah redistribuován a / nebo znovu využit pro jiná média a formáty. 
Návrh postupu při tvorbě obsahové strategie: 
1. Obsahový audit – získáte díky němu přehled o tom, jaký obsah jste už vytvořili a v jakém je stavu.[13]
2. Návrh persony – persona je fiktivní znázornění vašeho ideálního klienta. Je možné vytvářet různé typy person pro různé typy ideálních zákazníků (cílového publika) s ohledem na jejich specifické charakteristické znaky, odlišné potřeby a problémy. Přizpůsobení obsahu vytvořeným personám napomáhá k tomu, aby zvolený obsah nalezlo právě to cílové publikum, pro které je obsah relevantní. Persony pomáhají rovněž vybudovat loajální publikum, složené přesně z takových typů lidí, na které se společnost rozhodla zaměřit.
3. Dlouhodobá investice – z hlediska tvorby obsahového marketingu se nejedná o úspěch který se dostaví ze dne na den. Každý příspěvek na blogu a jakákoliv jiná nabídka obsahu je dlouhodobou investicí.
4. Šířit myšlenku obsahového marketingu v celé společnosti (podniku) – To znamená, že všichni v dané společnosti budou nejen sdílet nadšení z úsilí marketingového týmu, ale budou do tvorby a propagace obsahu sami zapojeni.
5. Obsah nemusí být jen text – existují další možnosti pro tvorbu obsahového marketingu. Audio a video formáty, kombinace multimediálních formátů a další.
6. Upřednostnění kvality před kvantitou – je důležité přidávat příspěvky pravidelně a často, přesto musí existovat rovnováha množstvím obsahu a jejich hodnotou pro čtenáře.
7. Tvorba obsahu nestačí – vytvořením vhodného obsahu práce nekončí, následuje propagace obsahu, která přinutí publikum, aby obsahu věnovalo dostatek pozornosti.
8. Opětovné využití – je velice praktické využít stávající obsah k mnoha různými způsoby a maximilizovat tak hodnotu tohoto obsahu. Například někdo ve společnosti vytvořil obchodní prezentaci. Jedná se o dokonalý zdroj obsahu, který lze snadno převést do různých formátů pro různá média. Obsah z prezentace lze pak dále využít na web společnosti, blog, vytvořit e-book nebo příspěvky na sociálních sítích. [12]

## Příklady obsahového marketingu
Mnoho marketérů vnímá content marketing pouze v podobě klasických článků, případně videí. Avšak význam slova obsah je mnohem širší. Obsah je vše, co dává uživateli smysl, ideu, přidanou hodnotu. Obsah baví, inspiruje, učí nové věci. I když je to nejčastěji v podobě textu či videí, formátů je daleko více.

### Sociální sítě
Sociální média jsou jedním z hlavních nástrojů pro kampaně v obsahovém marketingu. Existují tři úrovně propagace obsahu na sociálních sítích:
- Vlastní – sdílení obsahu na vlastních kanálech sociálních sítí značky je rychlá, přizpůsobitelná a bezplatná příležitost, díky které se značka může připojit ke svým cílovým skupinám.
- Placená – většina sociálních sítí umožňuje využít možnost placené reklamy. Lze přizpůsobit demografické údaje, tak aby odpovídaly vytvořeným personám.
- Získané – k nejcennější, ale zároveň nejtěžší propagaci na sociálních sítích dochází, když publikum dané značky dále samovolně sdílí nabízený obsah na svých sociálních sítích.

Každá sociální síť má tendenci přitahovat jiný typ uživatelů, proto je nutné přizpůsobit své persony pro danou sociální síť, a s využitím demografických a sociologických dat vybrané sociální sítě oslovit cílové publikum.
K šíření obsahového marketingu lze využít následující sociální sítě: Facebook, Instagram, YouTube, Twitter, LinkedIn, Pinterest a další.

### Informační grafika
Cílem je poskytnout informace a grafiku zároveň. Text obsažený v infografice by neměl být dlouhý, spíše informativní, jako celek by infografika měla vyprávět příběh. Dobře provedená informační grafika může být velmi efektivní v tom, že může být šířena po sociálních sítích a sdílena na webových stránkách mnoho let.

### Video
Video jako efektivní obsahová strategie by mělo být nadčasové, co nejdéle aktuální. Takový obsah lze sdílet s širokým a aktivním publikem např. na YouTube jako prezentaci vlastní značky.

### E-book
Obsah elektronické knihy by měl mít strukturu příběhu a obsahovat spoustu kvalitního vizuálního designu. Cílem je vzdělávat (spíše než bavit), ale zároveň by měl jazyk zůstat na konverzační úrovni, pokud je to v souladu s danou značkou a personami.

### Vzdělávání: přednášky, workshopy, webináře
Množství lidí je hladových po nových znalostech a informacích. Firmy zaměstnávají odborníky na svou oblast podnikání, přitom si toto všechno často "nechávají" pro sebe. Sdílením know-how prostřednictvím edukativních článků, přednášení na akcích i přes webináře, mohou vyniknout mezi konkurencí, najít si nové zákazníky ale i budoucí kolegy.

### Kvízy
Vědomostní otázky jsou kombinací zábavy, soutěže a tréninku znalostí. Jsou také velmi populární, proto je i v televizích tolik relací typu Riskuj, 5 proti 5, Duel či AZ kvíz. Lidé se od nepaměti rádi zkoušeli a porovnávali. Málo využívanou, přitom efektivní formou jsou různé kvízy, hádanky, otázky. Lidé řeší záludné otázky, snaží se proniknout do světa značek, komunikují s nimi hravou formou. Podle počtu správných odpovědí může tvůrce přizpůsobovat reklamní poselství, případně navrhnout hráčům další vhodný obsah. A když jsou s výsledkem testu spokojeni, rádi se pochlubí přes sociální sítě všem svým kamarádem, čímž přinášejí další návštěvnost.

### Podcast
Tento odborně znějící termín nepředstavuje nic jiného, než audio nahrávku mluveného slova. Na rozdíl od broadcastingu se nemusí jednat o živé vysílání, ale může být audio nahráno bez vysílání a až následně zveřejněno. Konzumovatelností je podcast mezi textem a videem. Podcasty se využívají pro rozhovory, diskuze, vyjádření vlastního názoru, úvahy, vzdělávání apod. Nejvíce tento druh obsahu využívají uživatelé, kteří jsou na cestách a nemohou, nebo jim není komfortní číst článek, ani sledovat video a je pro ně ideální obsah jen poslouchat.